# نانامی سون
نانامی سون (انگلیسی: Nanami Sone؛ زادهٔ ۲ سپتامبر ۱۹۹۹) بازیکن فوتبال اهل ژاپن است.